# Championnat de La Réunion de football 1993
Navigation
Édition précédente Édition suivante
Le Championnat de La Réunion de football 1994 est la 44e édition de la compétition. Le championnat est remporté par la JS Saint-Pierroise.

## Classement
| Rang | Équipe                 | Pts | J  | G  | N  | P  | Bp | Bc | Diff |
| ---- | ---------------------- | --- | -- | -- | -- | -- | -- | -- | ---- |
| 1    | JS Saint-Pierroise (C) | 54  | 22 | 12 | 8  | 2  | 40 | 14 | +26  |
| 2    | CS Saint-Denis         | 54  | 22 | 12 | 8  | 2  | 43 | 20 | +23  |
| 3    | USST                   | 51  | 22 | 12 | 4  | 6  | 32 | 23 | +9   |
| 4    | SS Saint-Pauloise      | 46  | 22 | 6  | 12 | 4  | 28 | 25 | +3   |
| 5    | USSA Léopards          | 43  | 22 | 8  | 5  | 9  | 23 | 27 | -4   |
| 6    | AS Marsouins           | 43  | 22 | 6  | 9  | 7  | 22 | 27 | -5   |
| 7    | MJC Sainte-Suzanne     | 42  | 22 | 4  | 12 | 6  | 21 | 24 | -3   |
| 8    | US Possession          | 42  | 22 | 5  | 10 | 7  | 20 | 27 | -7   |
| 9    | SS Saint-Louisienne    | 42  | 22 | 7  | 6  | 9  | 21 | 32 | -11  |
| 10   | SS Jeanne d'Arc        | 40  | 22 | 5  | 8  | 9  | 19 | 28 | -9   |
| 11   | FC Ouest               | 38  | 22 | 6  | 4  | 12 | 24 | 28 | -4   |
| 12   | SS Dynamo (P)          | 34  | 22 | 4  | 4  | 14 | 14 | 59 | -45  |

|  | Champion de La Réunion et qualification pour la Coupe des clubs champions africains 1994 |
|  | Relégation en 2e division                                                                |